# Чорний мармур (фільм)
Чорний мармур (англ. The Black Marble) — американський комедійний фільм 1980 року.

## Сюжет
З міської виставки собак викрадена цінна, породиста собака. Викрадачем виявився собачий перукар, який дуже любить тварин. Опинившись у важкому фінансовому становищі, він пішов на цей крок, щоб виправити свої справи. Шантажуючи господиню собаки, він намагається отримати за неї викуп. Розслідування цієї справи доручено немолодому вже поліцейському, російського походження. На думку своєї молодої напарниці, цей дивакуватий детектив ні зовнішнім своїм виглядом, ні складом характеру не відповідає звичному для неї образу американського поліцейського.

## У ролях
- Роберт Фоксворт — сержант А. М. Вальніков
- Пола Прентісс — сержант Наталі Циммерман
- Гаррі Дін Стентон — Філон Скіннер
- Барбара Бебкок — Мадлен Вітфілд
- Джон Хенкок — Кларенс Кромвель
- Релі Бонд — капітан «Хайрлесс» Хукер
- Джуді Лендерс — Патті Маі
- Пет Корлі — Ітч Мітч
- Пол Генрі Іткін — детектив Буллетс Бамбарелла
- Річард Дікс — Алекс Вальніков
- Хорхе Сервера мол. — доктор Рів'єра
- Мерілін Кріс — Мевіс Скіннер
- Доріс Белак — жінка
- Даллас Аліндкр — Честер Біггс
- Елізабет Фарлі — портьє
- Майкл Дудікофф — слуга Міллі
- Лу Кателл — містер Лімпвуд
- Енн Ремсі — Бессі Каллахан
- Іон Теодореску — Йосип
- Майкл Хоукінс — капітан Джек Пакертон
- Лідія Крістен — російська жінка
- Тенайа — стюардеса
- Арт Кассул — експерт
- Робін Реймонд — Міллі
- Біллі Бек — чоловік на кладовищі
- Аделе Маліс-Морі — жінка на кладовищі
- Герта Вер — герцогиня
- Джейн Дейлі — подруга Буллетса
- Ф. Вілкок — російський священик
- Валерій Клевер — російський художник
- Наталія Медведєва — російська співачка
- Крістофер Ллойд — коллектор Арнольда
- Джеймс Вудс — скрипаль